# أوليفر تايلور
أوليفر تايلور (مواليد 19 فبراير 1938) هو ملاكم أسترالي، مثّل بلاده في الألعاب الأولمبية الصيفية 1960 وحقق الميدالية البرونزية في فئة وزن البانتام.

## روابط خارجية
أوليفر تايلور على موقع بوكس ريك (الإنجليزية) (registration required)
- أوليفر تايلور على موقع اللجنة الأولمبية الدولية (الإنجليزية)
- أوليفر تايلور على موقع أوليمبيديا (الإنجليزية)
- أوليفر تايلور على موقع اللجنة الأولمبية الأسترالية (الإنجليزية)